# Patinação de velocidade nos Jogos Olímpicos de Inverno de 2018 - Largada coletiva feminina
A prova de largada coletiva feminina da patinação de velocidade nos Jogos Olímpicos de Inverno de 2018 foi disputada no Gangneung Oval, localizado na subsede de Gangneung, em 24 de fevereiro.

## Medalhistas
| Ouro   | JPN Nana Takagi    |
| Prata  | KOR Kim Bo-reum    |
| Bronze | NED Irene Schouten |

## Formato
Doze patinadoras competem em cada uma das duas semifinais, com as oito melhores em pontos de cada bateria avançando para a corrida final. As corridas consistem de 16 voltas e pontos são atribuídos às atletas após 4 voltas. As voltas 4, 8 e 12 atribuem 5 pontos para a líder; 3 para a vice líder e 1 para a terceira colocada, enquanto que a volta final atribui 60 pontos para a líder; 40 para a vice líder e 20 para a terceira colocada.

## Resultados

### Semifinais
| Pos. | Semifinal | Atleta                          | Pontos | Tempo   | Notas      |
| ---- | --------- | ------------------------------- | ------ | ------- | ---------- |
| 1    | 1         | ITA Francesca Lollobrigida      | 68     | 8:54.19 | Q          |
| 2    | 1         | CHN Guo Dan                     | 43     | 8:54.20 | Q          |
| 3    | 1         | CAN Keri Morrison               | 21     | 8:54.25 | Q          |
| 4    | 1         | NED Irene Schouten              | 5      | 8:54.94 | Q          |
| 5    | 1         | JPN Nana Takagi                 | 5      | 8:55.14 | Q          |
| 6    | 1         | KOR Kim Bo-reum                 | 4      | 9:22.21 | Q          |
| 7    | 1         | USA Mia Manganello              | 1      | 8:54.52 | Q          |
| 8    | 1         | BLR Maryna Zuyeva               | 0      | 8:54.38 | Q          |
| 9    | 1         | DEN Elena Møller Rigas          | 0      | 8:54.39 |            |
| 10   | 1         | COL Laura Isabel Gómez Quintero | 0      | 8:54.99 |            |
| 11   | 1         | POL Magdalena Czyszczoń         | 0      | 8:56.66 |            |
| 12   | 1         | SUI Ramona Härdi                | 0      | 2:49.59 | (4 voltas) |
| 1    | 2         | CZE Nikola Zdráhalová           | 60     | 8:32.22 | Q          |
| 2    | 2         | NED Annouk van der Weijden      | 40     | 8:32.31 | Q          |
| 3    | 2         | CHN Li Dan                      | 24     | 8:32.49 | Q          |
| 4    | 2         | GER Claudia Pechstein           | 5      | 8:35.58 | Q          |
| 5    | 2         | USA Heather Bergsma             | 5      | 8:38.19 | Q          |
| 6    | 2         | ITA Francesca Bettrone          | 5      | 8:38.69 | Q          |
| 7    | 2         | EST Saskia Alusalu              | 3      | 8:35.59 | Q          |
| 8    | 2         | POL Luiza Złotkowska            | 3      | 9:08.41 | Q          |
| 9    | 2         | KOR Park Ji-woo                 | 1      | 8:33.43 |            |
| 10   | 2         | CAN Ivanie Blondin              | 1      | 8:53.92 |            |
| 11   | 2         | BLR Tatsiana Mikhailava         | 0      | 8:33.93 |            |
| 12   | 2         | JPN Ayano Sato                  | 0      | 4:49.19 | (8 voltas) |

### Final
| Pos. | Atleta                     | Pontos | Tempo   | Notas |
| ---- | -------------------------- | ------ | ------- | ----- |
| 01 ! | JPN Nana Takagi            | 60     | 8:32.87 |       |
| 02 ! | KOR Kim Bo-reum            | 40     | 8:32.99 |       |
| 03 ! | NED Irene Schouten         | 20     | 8:33.02 |       |
| 4    | EST Saskia Alusalu         | 15     | 8:47.46 |       |
| 5    | CHN Li Dan                 | 6      | 8:50.48 |       |
| 6    | BLR Maryna Zuyeva          | 3      | 8:41.73 |       |
| 7    | ITA Francesca Lollobrigida | 1      | 8:33.30 |       |
| 8    | CZE Nikola Zdráhalová      | 1      | 8:41.35 |       |
| 9    | POL Luiza Złotkowska       | 1      | 8:47.34 |       |
| 10   | CHN Guo Dan                | 0      | 8:33.90 |       |
| 11   | USA Heather Bergsma        | 0      | 8:35.80 |       |
| 12   | CAN Keri Morrison          | 0      | 8:41.38 |       |
| 13   | GER Claudia Pechstein      | 0      | 8:41.45 |       |
| 14   | NED Annouk van der Weijden | 0      | 8:42.19 |       |
| 15   | USA Mia Manganello         | 0      | 8:54.40 |       |
| 16   | ITA Francesca Bettrone     | 0      | 9:04.82 |       |

Legenda
| Recorde mundial      | Recorde mundial (World record)               |                       | Recorde africano                      | Recorde africano (African) |                                           | Q | Classificado por posição (Qualified) |
| Recorde olímpico     | Recorde olímpico (Olympic record)            | Recorde da América    | Recorde da América (Americas)         | q                          | Classificado por melhor tempo (Qualified) |   |                                      |
| Melhor marca do ano  | Melhor marca do ano (World leading)          | Recorde asiático      | Recorde asiático (Asian)              | DNS                        | Não largou (Did not start)                |   |                                      |
| Recorde nacional     | Recorde nacional (National record)           | Recorde europeu       | Recorde europeu (European)            | DNF                        | Não terminou (Did not finish)             |   |                                      |
| Recorde pessoal      | Recorde pessoal do atleta (Personal best)    | Recorde da Oceania    | Recorde da Oceania (Oceania)          | DSQ / DQ                   | Desclassificado (Disqualified)            |   |                                      |
| Recorde da temporada | Recorde da temporada do atleta (Season best) | Recorde sul-americano | Recorde sul-americano (South America) | NM                         | Sem marca (No mark)                       |   |                                      |

### Patinação de velocidade
| Recorde de pista | Recorde da pista (Track record)               |  |  |
| QA               | Classificado para a final A                   |  |  |
| QB               | Classificado para a final B                   |  |  |
| ADV              | Classificado após decisão arbitral (Advanced) |  |  |
| PEN              | Pênalti                                       |  |  |
| YC               | Cartão amarelo (Yellow Card)                  |  |  |